# 승평 (전량)
승평(昇平)은 전량(前凉)의 연호이다. 본래는 동진(東晉)의 연호로 전량(前凉)은 361년 12월에 그동안 사용하던 서진(西晉)의 건흥(建興)에서 동진의 승평으로 개원하였다. 동진이 융화(隆和)로 개원한 후에도 승평 연호를 계속 사용하여 376년에 멸망할 때까지 이어갔다. 전량의 승평 연간에는 태시(太始 : 355년 ~ 363년)와 태청(太淸 : 363년 ~ 376년)의 2개 연호가 전해지는데, 이는 전량이 대외적으로는 승평 연호를 사용하면서 내부적으로 독자적인 연호를 사용한 흔적으로 여겨진다.

## 연대대조표
| 승평                | -          | -          | -          | -          | 5년                 | 6년             | 7년                 | 8년        | 9년             | 10년            |
| 서력                | -          | -          | -          | -          | 361년               | 362년           | 363년               | 364년      | 365년           | 366년           |
| 육십간지 (六十干支) | -          | -          | -          | -          | 신유(辛酉)          | 임술(壬戌)      | 계해(癸亥)          | 갑자(甲子) | 을축(乙丑)      | 병인(丙寅)      |
| 동진 (東晉)         | -          | -          | -          | -          | 승평(昇平) 5년      | 융화(隆和) 원년 | 2년 흥녕(興寧) 원년 | 2년        | 3년             | 태화(太和) 원년 |
| 전연 (前燕)         | -          | -          | -          | -          | 건희(建熙) 2년      | 3년             | 4년                 | 5년        | 6년             | 7년             |
| 전진 (前秦)         | -          | -          | -          | -          | 감로(甘露) 3년      | 4년             | 5년                 | 6년        | 건원(建元) 원년 | 2년             |
| 대 (代)             | -          | -          | -          | -          | 건국(建國) 24년     | 25년            | 26년                | 27년       | 28년            | 29년            |
| 승평                | 11년       | 12년       | 13년       | 14년       | 15년                | 16년            | 17년                | 18년       | 19년            | 20년            |
| 서력                | 367년      | 368년      | 369년      | 370년      | 371년               | 372년           | 373년               | 374년      | 375년           | 376년           |
| 육십간지 (六十干支) | 정묘(丁卯) | 무진(戊辰) | 기사(己巳) | 경오(庚午) | 신미(辛未)          | 임신(壬申)      | 계유(癸酉)          | 갑술(甲戌) | 을해(乙亥)      | 병자(丙子)      |
| 동진 (東晉)         | 2년        | 3년        | 4년        | 5년        | 6년 함안(咸安) 원년 | 2년             | 영강(寧康) 원년     | 2년        | 3년             | 태원(太元) 원년 |
| 전연 (前燕)         | 8년        | 9년        | 10년       | 11년       | -                   | -               | -                   | -          | -               | -               |
| 전진 (前秦)         | 3년        | 4년        | 5년        | 6년        | 7년                 | 8년             | 9년                 | 10년       | 11년            | 12년            |
| 대 (代)             | 30년       | 31년       | 32년       | 33년       | 34년                | 35년            | 36년                | 37년       | 38년            | 39년            |

## 같이 보기
- 다른 왕조의 같은 연호
  - 동진(東晉) 승평(357년 ~ 361년)

- 중국의 연호

| 이전 연호 건흥(建興) | 중국의 연호 전량(前凉) | 다음 연호 - |